# Robert T. Anderson (Politiker)
 Robert T. Anderson (* 8. März 1945 bei Newton, Jasper County, Iowa) ist ein US-amerikanischer Politiker. Zwischen 1983 und 1987 war er Vizegouverneur des Bundesstaates Iowa.

## Werdegang
Robert Anderson absolvierte die High School in Le Grand und studierte danach an der University of Iowa Journalismus. Zehn Jahre lang war er in verschiedenen Städten in Iowa als High-School-Lehrer tätig. Politisch schloss er sich der Demokratischen Partei an. Im Jahr 1974 wurde er in das Repräsentantenhaus von Iowa gewählt. Dort verblieb er bis 1982. In dieser Zeit war er Mitglied mehrerer Ausschüsse. 1982 wurde Anderson an der Seite von Terry E. Branstad zum Vizegouverneur von Iowa gewählt. Dieses Amt bekleidete er zwischen 1983 und 1987. Dabei war er Stellvertreter des Gouverneurs und Vorsitzender des Staatssenats. Er war auch der erste Demokrat, der dieses Amt unter einem republikanischen Gouverneur ausübte.
Seit dem Ende seiner Zeit als Vizegouverneur arbeitet Robert Anderson in Newton in der Immobilienbranche. 1987 rief er das Iowa Peace Institute ins Leben, dessen leitender Direktor er wurde. Außerdem gründete er im Jahr 1993 die IRIS, Inc. (Iowa Resource for International Service). Diese brachte mehrere hundert Personen aus verschiedenen Staaten im früheren Ostblock, Asien und Afrika nach Iowa. Außerdem wurden viele Studenten aus diesen Ländern mit der Hilfe der IRIS in Iowa ausgebildet. In den Jahren 2008 und 2009 war Anderson auch an Planungen zur Hilfe von Flüchtlingen aus dem Irak beteiligt. Er war überdies geschäftsführender Direktor des Institute for Tomorrow’s Workforce, das sich unter anderem für die Verbesserung der Bildung im Staat Iowa einsetzt.